# Bat qol

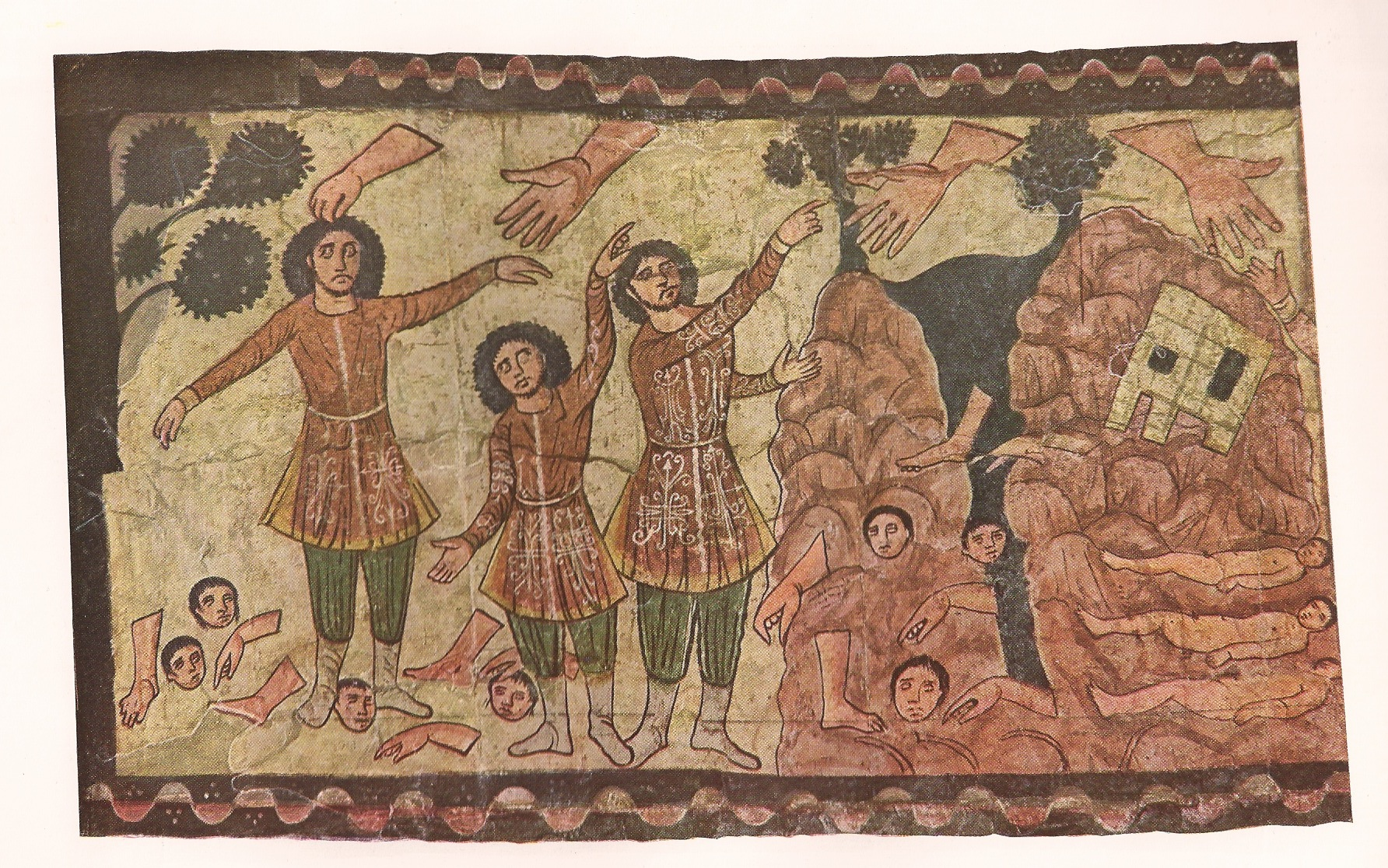
Ézéchiel et la main de Dieu. Peinture murale de la synagogue Dura Europos

Une bat qol (hébreu : בת קול ou judéo-araméen babylonien : ברת קלא brat qola, litt. « fille de voix ») est une communication de la volonté ou de la sentence divines qui se manifeste le plus souvent par un phénomène auditif. Cette émanation divine apparaît dans les textes juifs post-bibliques, où elle est considérée comme le plus bas niveau d’inspiration divine directe mais le dernier qui demeure à l’humanité après la cessation de la prophétie.

## La bat qol dans les sources juives
Le terme bat qol se définit au sens technique comme un écho ou une réverbération, et c’est en ce sens qu’il apparaît dans Cantiques Rabba 1:3 - « de même que l’huile n’a pas de bat qol (i.e. ne produit aucune réverbération), Israël n’est pas entendu en ce monde mais dans le monde à venir, ce sera comme il est dit (Isaïe 4:6): “l’abaissée parlera de la terre”. »